# Zemské volby v Čechách 1878
Zemské volby v Čechách 1878 byly volby konané v Českém království 17. a 19. září 1878, kterými byli zvoleni poslanci Českého zemského sněmu coby zákonodárného sboru zemské samosprávy v rámci rakousko-uherského, respektive předlitavského ústavního systému. Probíhaly podle kuriového systému.

## Dobové souvislosti
Koncem 70. let nastával v české politice zásadní obrat. Po většinu této dekády česká politická reprezentace bojkotovala Říšskou radu (celostátní parlament) i Český zemský sněm. Šlo o součást politiky pasivní rezistence, kterou Češi reagovali na nenaplněné státoprávní aspirace, centralistický ústavní vývoj Rakouska-Uherska po rakousko-uherském vyrovnání a na nepřijetí pokusu o česko-rakouské vyrovnání v roce 1871 (takzvané fundamentální články). Pasivní rezistence ale čelila rostoucí kritice jako neúčinná taktika, která zbavovala české obyvatelstvo možnosti prosazovat své zájmy ve volených orgánech. Moravští Češi již krátce po volbách do Říšské rady roku 1873 převzali mandáty ve vídeňském parlamentu. V roce 1874 byla založena mladočeská strana, která rovněž tlačila na aktivnější účast na politickém životě. Dominantní politická formace, staročeská strana, kterou vedl František Ladislav Rieger nakonec roku 1878 souhlasila se vstupem na Český zemský sněm. 31. března 1878 publikoval Rieger a předák mladočechů Karel Sladkovský prohlášení, ve kterém se změkčovaly podmínky pro budoucí možnou účast Čechů a Říšské radě, přičemž otázka zemského sněmu nebyla vůbec zmiňována. 8. srpna 1878 pak obě hlavní české politické strany ohlásily utvoření společného státoprávního klubu českých poslanců. 23. září většina tohoto klubu rozhodla o ukončení bojkotu zemského sněmu.

## Výsledky voleb
|                        |                                    |          |          |          |  |  |  |
| Strana                 | Strana                             | Poslanci | Poslanci | Poslanci |  |  |  |
| Strana                 | Strana                             | Abs.     | %        | ±        |  |  |  |
| České strany           |                                    |          |          |          |  |  |  |
|                        | Národní strana                     | 69       | 28.6     |          |  |  |  |
|                        | Národní strana svobodomyslná       | 14       | 5.8      | 14▲      |  |  |  |
| Češi celkem            | Češi celkem                        | 83       | 34.4     | '        |  |  |  |
| Německé strany         |                                    |          |          |          |  |  |  |
|                        | Ústavní strana                     | 83       | 34.4     |          |  |  |  |
| Němci celkem           | Němci celkem                       | 83       | 34.4     | '        |  |  |  |
| Velkostatkářské strany |                                    |          |          |          |  |  |  |
|                        | Strana ústavověrného velkostatku   | 70       | 29.0     | 0▬       |  |  |  |
|                        | Strana konzervativního velkostatku | 0        | –        | 0▬       |  |  |  |
| Velkostatkáři celkem   | Velkostatkáři celkem               | 70       | 29.0     | 0▬       |  |  |  |
| virilní poslanci       | virilní poslanci                   | 5        | 2.1      | 0▬       |  |  |  |
| Celkem                 | Celkem                             | 241      | 100      | 0▬       |  |  |  |

Volební systém do Českého zemského sněmu odpovídal parametrům, které zde nastavila již únorová ústava roku 1861. Zvoleno bylo 236 poslanců a to ve čtyřech skupinách: kurie venkovských obcí, skupina měst, skupina obchodních a živnostenských komor a kurie velkostatkářská, ve všech s omezeným volebním právem (volební cenzus). Na sněmu pak tyto čtyři volební skupiny tvořily tři kurie  (poslanci zvolení za skupinu měst a skupinu obchodních a živnostenských komor zasedali v společné kurii měst). Kromě nich na sněmu zasedalo pět nevolených virilistů, kteří mandát nabývali z titulu své funkce. Celkem tak měl sněm 241 poslanců.
Do voleb šli staročeši a mladočeši samostatně, ale ve vzájemné koordinaci v jednotlivých volebních obvodech. Mladočeši tak díky předem dojednanému seznamu kandidátů získali 14 poslanců. Ve velkostatkářské kurii zvítězila Strana ústavověrného velkostatku reprezentující centralisticky, provídeňsky orientovanou šlechtu a velké pozemkové vlastníky. Ještě těsně před volbami se přitom zdálo, že alespoň ve skupině svěřeneckých statků získá vítězství Strana konzervativního velkostatku, nakloněná českému státnímu právu. Krátce před volbami ovšem od ní ke konkurenční Straně ústavověrného velkostatku přešli tři voliči, což při extrémně malém počtu oprávněných voličů rozhodlo o výsledku voleb, v nichž všechny mandáty nakonec ovládli ústavověrní. Česká politická reprezentace tak sice provedla zásadní obrat svým vstupem na sněm a ukončením pasivní rezistence, ale v následujících letech tvořila na sněmu menšinu.
Úspěchem české politické scény bylo ovládnutí většiny volebních obvodů v hlavním městě Praze, kde s výjimkou Malé Strany a Josefova byli zvoleni čeští kandidáti. V německých etnických oblastech Čech dominovala takzvaná Ústavní strana. Kandidáti německé Ústavní strany uspěli i ve dvou převážně etnicky českých venkovských volebních obvodech a to Domažlice, Nová Kdyně (zvolen Nikodem Eckert) a Dvůr Králové, Jaroměř (zvolen Wilhelm Alter). Stejně tak se zatím českým kandidátům nepodařilo prosadit se v kurii obchodních a živnostenských komor a to ani v převážně etnicky českých lokalitách Prahy nebo Plzně. 
Podle sociálního a profesního dělení byli etnicky čeští poslanci zemského sněmu zvolení v kuriích měst, venkovských obcí a živnostenských a obchodních komor rozděleni následovně: 49 buržoazních a maloburžoazních vzdělanců (z toho 27 právníků, 5 lékařů a lékárníků, 2 vysokoškolští učitelé, 2 středoškolští učitelé, 6 vědců a novinářů, 3 katoličtí kněží a 4 samosprávní úředníci), 9 buržoazních podnikatelů (z toho 3 továrníci, 5 obchodníků a peněžníků a 1 manažer), 10 příslušníků maloburžoazie (z toho 1 řemeslník a živnostník a 9 blíže neurčených měšťanů), 14 příslušníků agrární buržoazie (z toho 10 rolníků či statkářů a 4 mlynáři) a 1 šlechtický velkostatkář.
24. září 1878 přednesli čeští poslanci na sněmu státoprávní ohrazení, ve kterém konstatovali, že ukončením bojkotu sněmu nijak nerevidovali své výhrady k ústavním poměrům v Předlitavsku. Prohlášení přečetl František August Brauner (F. L. Rieger se první schůze sněmu neúčastnil). K textu prohlášení se připojilo 81 českých poslanců z kurie měst a kurie venkovských obcí. Zatímco vztahy mezi staro- a mladočechy se díky společnému postupu ve volbách roku 1878 zlepšily a česká reprezentace vystupovala jednotně, cenou za tento smír byl naopak rozkol mezi staročechy a konzervativní šlechtou. Strana konzervativního velkostatku sdružující federalistickou a autonomistickou českou šlechtu podporující české státní právo nadále odmítala na sněm vstoupit. Vstupem na sněm si česká politická reprezentace vytvořila podmínky pro zapojení do parlamentního života, které po volbách do Říšské rady roku 1879 vyústily i ve vstup celé české politické scény na půdu celostátního zákonodárného sboru, kde se stala dlouhodobě významnou součástí vládní koalice v rámci konzervativní vlády Eduarda Taaffeho(takzvaný železný kruh pravice).